# Fudbalski klub Partizan 2021-2022
Questa voce raccoglie le informazioni riguardanti il Fudbalski Klub Partizan nelle competizioni ufficiali della stagione 2021-2022.

## Stagione

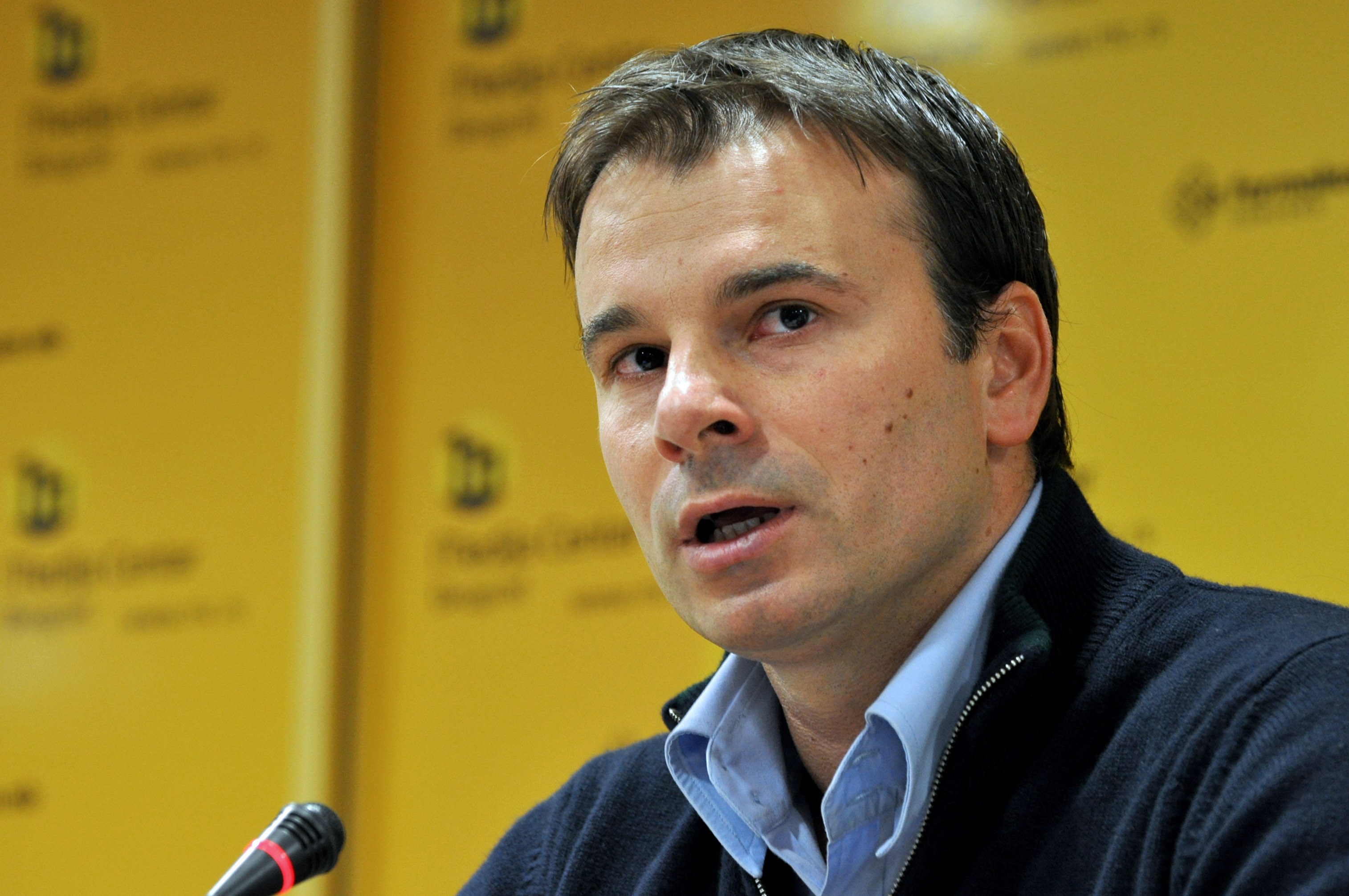
Aleksandar Stanojević, allenatore dell'FK Partizan Belgrado per la seconda stagione consecutiva.

La stagione 2021-22 è stata la 75ª stagione del Fudbalski Klub Partizan Belgrado e la 16ª in Superliga, il massimo livello serbo.
Alla guida della squadra, per la seconda stagione consecutiva c'è l'allenatore serbo Aleksandar Stanojević. 
Le prime quindici partite di campionato portano la squadra belgradese al primo posto, vincendole tutte tranne un pareggio con i rivali dello Stella Rossa. Le restanti quindici partite di campionato si rivelano leggermente più difficili. Il Partizan realizza undici vittorie, tre pareggi e una sconfitta, contro lo Stella Rossa. Il pareggio della trentesima giornata porta il Partizan, che per tutto il campionato aveva guidato la classifica, al secondo posto. La corsa per lo scudetto si ferma già alla prima giornata di play-off. Il Partizan non riesce a sconfiggere lo Stella Rossa, e la partita si conclude con un pareggio. Le altre sei partite, seppur vinte tutte, non bastano a superare lo Stella Rossa che mantiene i due punti di vantaggio ottenuti nell'ultima partita di campionato. Il Partizan Belgrado conclude la stagione 2021-22 con un secondo posto (98 punti), per il terzo anno di seguito, e l'accesso per l'UEFA Europa League 2022-23, mentre lo Stella Rossa (100 punti) si aggiudica il suo ottavo titolo, quinto consecutivo. Il Partizan Belgrado diventa però, con 13 reti subite (10 durante le trenta partite regolari), la squadra con la miglior difesa dell'anno, mentre l'attaccante capoverdiano Ricardo Gomes si afferma, con 29 reti, capocannoniere del campionato serbo. 
Dopo aver battuto il Trajal Kruševac ai sedicesimi e il Dubočica Leskovac agli ottavi, il FK Partizan sconfigge in casa 2-0 il Loznica, conquistandosi il posto in semifinale per la Coppa di Serbia. L'11 maggio vince a Belgrado contro il Vojvodina, assicurandosi per l'ottava volta consecutiva la finale di Coppa di Serbia. Per la seconda volta di seguito la finale si gioca tra FK Partizan contro lo Stella Rossa. Nell'edizione precedente lo Stella Rossa si aggiudicò la coppa ai rigori. Il 26 maggio 2022, lo Stella Rossa Belgrado conquista per la quinta volta, seconda di fila, la Coppa di Serbia, battendo, seppur in rimonta dopo il pareggio, 2-1 il Partizan Belgrado.
L'avventura nella neonata competizione UEFA, la Conference League, si conclude agli ottavi contro gli olandesi del Feyenoord, perdendo la prima partita in casa 2 a 5 e quella in trasferta 1 a 3. Il Partizan aveva raggiunto gli ottavi dopo essere arrivati secondi nel proprio girone (Girone B, Gent, Anorthōsis e Flora Tallinn) con due vittorie, due pareggi e due sconfitte. Mentre agli spareggi sconfigge lo Sparta Praga, 1 a 0 in trasferta e 2 a 1 in casa.

## Divise
| Casa | Trasferta | Terza maglia |

## Rosa
| N. |                                 | Ruolo | Calciatore           |
| -- | ------------------------------- | ----- | -------------------- |
| 1  | Serbia (bandiera)               | P     | Đorđe Mihajlović     |
| 25 | Serbia (bandiera)               | P     | Milan Lukač          |
| 41 | Serbia (bandiera)               | P     | Aleksandar Popović   |
| 85 | Serbia (bandiera)               | P     | Nemanja Stevanović   |
| 4  | Bosnia ed Erzegovina (bandiera) | D     | Siniša Saničanin     |
| 5  | Montenegro (bandiera)           | D     | Igor Vujačić         |
| 17 | Serbia (bandiera)               | D     | Marko Živković       |
| 23 | Serbia (bandiera)               | D     | Bojan Ostojić        |
| 26 | Serbia (bandiera)               | D     | Aleksandar Miljković |
| 29 | Serbia (bandiera)               | D     | Mihajlo Ilić         |
| 31 | Serbia (bandiera)               | D     | Rajko Brežančić      |
| 37 | Serbia (bandiera)               | D     | Ivan Obradović       |
| 72 | Serbia (bandiera)               | D     | Slobodan Urošević    |
| 73 | Serbia (bandiera)               | D     | Nemanja Miletić      |
| 6  | Israele (bandiera)              | C     | Bibras Natkho        |
| 10 | Serbia (bandiera)               | C     | Lazar Pavlović       |
| 15 | Serbia (bandiera)               | C     | Ljubomir Fejsa       |

| N. |                                 | Ruolo | Calciatore         |
| -- | ------------------------------- | ----- | ------------------ |
| 16 | Serbia (bandiera)               | C     | Saša Zdjelar       |
| 21 | Serbia (bandiera)               | C     | Marko Jevtović     |
| 39 | Serbia (bandiera)               | C     | Miloš Jojić        |
| 55 | Serbia (bandiera)               | C     | Danilo Pantić      |
| 99 | Serbia (bandiera)               | C     | Milan Smiljanić    |
| 8  | Ungheria (bandiera)             | A     | Filip Holender     |
| 9  | Paesi Bassi (bandiera)          | A     | Queensy Menig      |
| 11 | Capo Verde (bandiera)           | A     | Ricardo Gomes      |
| 14 | Serbia (bandiera)               | A     | Samed Baždar       |
| 33 | Serbia (bandiera)               | A     | Marko Milovanović  |
| 36 | Serbia (bandiera)               | A     | Nikola Terzić      |
| 50 | Serbia (bandiera)               | A     | Lazar Marković     |
| 51 | Serbia (bandiera)               | A     | Vanja Vlahović     |
| 77 | Bosnia ed Erzegovina (bandiera) | A     | Nemanja Jović      |
| 87 | Serbia (bandiera)               | A     | Nikola Lakčević    |
| 90 | Serbia (bandiera)               | A     | Mihajlo Petković   |
| 97 | Serbia (bandiera)               | A     | Aleksandar Lutovac |

## Mercato

### Sessione estiva
| Acquisti | Acquisti                  | Acquisti             | Acquisti                |
| R.       | Nome                      | da                   | Modalità                |
| -------- | ------------------------- | -------------------- | ----------------------- |
| A        | Siniša Saničanin          | Vojvodina            | definitivo              |
| C        | Danilo Pantić             | Chelsea              | definitivo              |
| A        | Ricardo Jorge Pires Gomes | Erzurumspor FK       | definitivo              |
| A        | Filip Holender            | Lugano               | riscattato per €450.000 |
| P        | Milan Lukač               | Akhisar Belediyespor | definitivo              |
| D        | Nemanja Miletić           | Al-Ra'ed             | definitivo              |
| A        | Queensy Menig             | Twente               | definitivo              |
| A        | Isaac Opoku Agyemang      | Ashanti Gold         | prestito                |

| Cessioni | Cessioni             | Cessioni          | Cessioni       |
| R.       | Nome                 | a                 | Modalità       |
| -------- | -------------------- | ----------------- | -------------- |
| A        | Slobodan Stanojlović | TSC Bačka Topola  | fine contratto |
| A        | Dennis Stojković     | Torino            | rescissione    |
| C        | Nikola Čolić         | Čukarički         | rescissione    |
| D        | Luka Cucin           | Vojvodina         | fine contratto |
| C        | Miljan Momčilović    | Novi Pazar        | prestito       |
| D        | Periša Pešukić       | Iskra Danilovgrad | fine contratto |
| A        | Savo Arambašić       | Mačva Šabac       | fine contratto |
| A        | Filip Stevanović     | Manchester City   | fine prestito  |
| D        | Svetozar Marković    | Olympiacos        | fine prestito  |
| D        | Dušan Lalatović      | Rad Belgrado      | fine contratto |
| D        | Macky Bagnack        | Qairat            | rescissione    |
| A        | Bojan Matić          | Paxtakor          | fine contratto |
| P        | Vladimir Stojković   | Al-Fayha          | fine contratto |
| A        | Petar Gigić          | Mačva Šabac       | fine contratto |
| C        | Seydouba Soumah      | Kuwait SC         | rescissione    |

### Sessione invernale
| Acquisti | Acquisti       | Acquisti     | Acquisti        | Acquisti   |
| R.       | Nome           | da           | Data            | Modalità   |
| -------- | -------------- | ------------ | --------------- | ---------- |
| C        | Ljubomir Fejsa | Al-Ahli      | 27 gennaio 2022 | definitivo |
| C        | Marko Jevtović | Al-Ahli Doha | 1 febbraio 2022 | definitivo |

| Cessioni | Cessioni                 | Cessioni              | Cessioni         | Cessioni    |
| R.       | Nome                     | a                     | Data             | Modalità    |
| -------- | ------------------------ | --------------------- | ---------------- | ----------- |
| A        | Jean-Christophe Bahebeck | Palmaflor del Trópico | 29 dicembre 2021 | rescissione |
| D        | Mateja Đorđević          | Voždovac              | 19 gennaio 2022  | rescissione |
| C        | Aleksandar Šćekić        | Zagłębie Lubin        | 22 gennaio 2022  | rescissione |
| A        | Nikola Štulić            | Radnički Niš          | 25 gennaio 2022  | rescissione |

## Risultati

### Superliga

#### Prima fase

##### Girone di andata
| Arbitro: | Aleksandar Živković |

|  |           |                                      |
|  | Marcatori | 9’, 12’ Gomes 22’ Urošević 28’ Jojić |

| Arbitro: | Novak Simović |

|  |           |                |
|  | Marcatori | 4’, 58’ Natkho |

| Arbitro: | Milan Mitić |

|                                              |           |  |
| Gomes 11’ Šćekić 22’ Holender 53’ Pantić 70’ | Marcatori |  |

| Arbitro: | Miloš Milanović |

|                  |           |                                              |
| Mihailović 90+2’ | Marcatori | 42’ Natkho 49’ Urošević 61’ Gomes 77’ Soumah |

| Arbitro: | Lazar Lukić |

|                                 |           |                |
| Gomes 7’ Natkho 52’ (rig.), 68’ | Marcatori | 29’ Stuparević |

| Arbitro: | Lazar Lukić |

|  |           |                                       |
|  | Marcatori | 11’ Lutovac 43’ Terzić 52’, 56’ Gomes |

| Arbitro: | Milan Mitić |

|                                     |           |  |
| Gomes 36’, 43’ Natkho 63’ Jović 70’ | Marcatori |  |

| Arbitro: | Stanko Ostraćanin |

|                     |           |                                  |
| Saničanin 8’ (aut.) | Marcatori | 39’ Jojić 45’ Holender 48’ Gomes |

| Arbitro: | Novak Simović |

|            |           |           |
| Natkho 36’ | Marcatori | 83’ Katai |

| Arbitro: | Aleksandar Živković |

|  |           |                        |
|  | Marcatori | 3’ Gomes 38’ Obradović |

| Arbitro: | Miloš Milanović |

|                                                      |           |  |
| Gomes 14’, 64’ Terzić 45+1’ Menig 61’ Holender 90+1’ | Marcatori |  |

| Arbitro: | Nenad Minaković |

|  |           |                  |
|  | Marcatori | 12’ (rig.) Gomes |

| Arbitro: | Đorđe Maksimović |

|                     |           |  |
| Jojić 33’ Gomes 73’ | Marcatori |  |

| Arbitro: | Srđan Jovanović |

|             |           |                           |
| Petković 9’ | Marcatori | 12’ Gomes 27’, 36’ Terzić |

| Arbitro: | Milan Stefanović |

|                            |           |  |
| Vujačić 33’ Živković 45+3’ | Marcatori |  |

##### Girone di ritorno
| Belgrado 7 novembre 2021, ore 20:15 CEST 16ª giornata | Partizan    | 0 – 0 referto | Proleter Novi Sad | Stadio Partizan\| Arbitro: \| Pavle Tomić \| |
| Arbitro:                                              | Pavle Tomić |               |                   |                                              |

| Arbitro: | Lazar Lukić |

|                                          |           |           |
| Pantić 35’ Menig 42’ Gomes 69’ Jojić 72’ | Marcatori | 48’ Simić |

| Arbitro: | Aleksandar Živković |

|  |           |                                |
|  | Marcatori | 40’ Menig 50’ Gomes 56’ Pantić |

| Arbitro: | Andrija Stojanović |

|                                  |           |  |
| Milovanović 50’ Jović 59’ (rig.) | Marcatori |  |

| Arbitro: | Marko Ivković |

|  |           |                          |
|  | Marcatori | 3’, 37’ Menig 28’ Šćekić |

| Arbitro: | Nenad Minaković |

|           |           |  |
| 67’ Menig | Marcatori |  |

| Arbitro: | Miloš Milanović |

|  |           |                        |
|  | Marcatori | 44’ Gomes 85’ Urošević |

| Arbitro: | Nikola Radaković |

|                     |           |  |
| 18’ Gomes 34’ Jojić | Marcatori |  |

| Arbitro: | Srđan Jovanović |

|                          |           |  |
| Omoijuanfo 30’ Katai 43’ | Marcatori |  |

| Arbitro: | Milan Mitić |

|                     |           |             |
| 42’ Gomes 54’ Jojić | Marcatori | Bojović 88’ |

| Arbitro: | Lazar Lukić |

|  |           |                   |
|  | Marcatori | 84’ (rig.) Natkho |

| Belgrado 13 marzo 2022, ore 14:30 CEST 27ª giornata | Partizan            | 0 – 0 referto | Napredak Kruševac | Stadio Partizan\| Arbitro: \| Aleksandar Živković \| |
| Arbitro:                                            | Aleksandar Živković |               |                   |                                                      |

| Arbitro: | Miloš Milanović |

|                 |           |                      |
| Milovanović 27’ | Marcatori | 34’ Terzić 48’ Gomes |

| Arbitro: | Marko Ivković |

|                   |           |  |
| Urošević 11’, 38’ | Marcatori |  |

| Belgrado 10 aprile 2022, ore 19:05 CEST 30ª giornata | Čukarički     | 0 – 0 referto | Partizan | Stadio Čukarički\| Arbitro: \| Novak Simović \| |
| Arbitro:                                             | Novak Simović |               |          |                                                 |

#### Poule scudetto
| Belgrado 16 aprile 2022, ore 18:00 CEST 31ª giornata | Stella Rossa    | 0 – 0 referto | Partizan | Stadio Rajko Mitić (40 000 spett.)\| Arbitro: \| Srđan Jovanović \| |
| Arbitro:                                             | Srđan Jovanović |               |          |                                                                     |

| Arbitro: | Dejan Trifković |

|                                         |           |           |
| Natkho 20’ (rig.) Vujačić 48’ Gomes 52’ | Marcatori | 61’ Kovač |

| Arbitro: | Milan Mitić |

|                                              |           |           |
| Natkho 41’ Gomes 43’ Miljković 48’ Jović 62’ | Marcatori | 31’ Vukić |

| Arbitro: | Stanko Ostraćanin |

|  |           |                                              |
|  | Marcatori | 29’ Gomes 56’ Jevtović 64’ (aut.) Marjanović |

| Arbitro: | Miloš Milanović |

|                     |           |              |
| Terzić 4’ Gomes 41’ | Marcatori | 90’ Nešković |

| Arbitro: | Andrija Stojanović |

|  |           |                                          |
|  | Marcatori | 29’ (rig.), 39’ (rig.) Gomes 66’ Vujačić |

| Arbitro: | Milan Stefanović |

|                                      |           |  |
| Gomes 45+3’ (rig.) Yamkam 66’ (aut.) | Marcatori |  |

### Kup Srbije
| Arbitro: | Miroslav Miletić |

|                             |           |  |
| Menig 25’, 49’ Živković 67’ | Marcatori |  |

| Arbitro: | Stanko Ostraćanin |

|  |           |                 |
|  | Marcatori | 39’ Milovanović |

| Arbitro: | Nenad Minaković |

|                          |           |  |
| Gomes 33’ Marković 45+1’ | Marcatori |  |

| Arbitro: | Stanko Ostraćanin |

|                    |           |           |
| Gomes 4’ Menig 43’ | Marcatori | 53’ Zukić |

| Arbitro: | Miloš Milanović |

|                |           |              |
| Katai 26’, 73’ | Marcatori | 62’ Urošević |

### Conference League

#### Qualificazioni
| Arbitro: | Jens Maae |

|              |           |  |
| Marković 19’ | Marcatori |  |

| Arbitro: | Alain Bieri |

|  |           |                              |
|  | Marcatori | 20’ Pantić 80’ Ricardo Gomes |

| Arbitro: | Dumitri Muntean |

|                  |           |             |
| Noboa 66’ (rig.) | Marcatori | 73’ Ricardo |

| Arbitro: | Jakob Kehlet |

|                                 |                      |                                       |
| Jojić 55’ Šćekić 90’            | Marcatori            | 33’, 76’ Terechov                     |
| Živković Ricardo Soumah Vujačić | Tiri di rigore 4 – 2 | Tsallagov Vorobyev Joãozinho Rodrigão |

#### Spareggio
| Arbitro: | Serdar Gözübüyük |

|                      |           |             |
| Carlos 4’ Morita 49’ | Marcatori | 54’ Vujačić |

| Arbitro: | Craig Pawson |

|                                  |           |  |
| Ricardo 25’ (rig.) Saničanin 27’ | Marcatori |  |

#### Fase a gironi (Girone B)
| Arbitro: | Peter Kjærsgaard-Andersen |

|  |           |                     |
|  | Marcatori | 42’ Menig 68’ Gomes |

| Arbitro: | Julian Weinberger |

|                   |           |  |
| Marković 20’, 42’ | Marcatori |  |

| Arbitro: | Bobby Madden |

|  |           |          |
|  | Marcatori | 59’ Kums |

| Arbitro: | Chris Kavanagh |

|                |           |              |
| Tissoudali 80’ | Marcatori | 66’ Urošević |

| Arbitro: | Rob Harvey |

|            |           |  |
| Miller 44’ | Marcatori |  |

| Arbitro: | Giorgi Kruashvili |

|                 |           |                               |
| Milovanović 20’ | Marcatori | 33’ (rig.) Christodoulopoulos |

#### Fase ad eliminazione diretta
| Arbitro: | Andreas Ekberg |

|  |           |           |
|  | Marcatori | 78’ Menig |

| Arbitro: | Georgi Kabakov |

|                 |           |            |
| Ricardo 7’, 24’ | Marcatori | 85’ Hložek |

| Arbitro: | Maurizio Mariani |

|                      |           |                                                              |
| Natkho 13’ Jović 46’ | Marcatori | 20’, 77’ Toornstra 52’ Dessers 67’ Geertruida 71’ Sinisterra |

| Arbitro: | Anthony Taylor |

|                                    |           |             |
| Dessers 45’ Nelson 59’ Linssen 90’ | Marcatori | 61’ Ricardo |

## Statistiche

### Statistiche di squadra
Dati aggiornati al 26 maggio 2022.
| Competizione      | Punti | In casa | In casa | In casa | In casa | In casa | In casa | In trasferta | In trasferta | In trasferta | In trasferta | In trasferta | In trasferta | Totale | Totale | Totale | Totale | Totale | Totale | DR  |
| Competizione      | Punti | G       | V       | N       | P       | Gf      | Gs      | G            | V            | N            | P            | Gf           | Gs           | G      | V      | N      | P      | Gf     | Gs     | DR  |
| ----------------- | ----- | ------- | ------- | ------- | ------- | ------- | ------- | ------------ | ------------ | ------------ | ------------ | ------------ | ------------ | ------ | ------ | ------ | ------ | ------ | ------ | --- |
| Superliga         | 98    | 19      | 16      | 3       | 0       | 45      | 7       | 18           | 15           | 2            | 1            | 40           | 6            | 37     | 31     | 5      | 1      | 85     | 13     | +72 |
| Kup Srbije        | -     | 3       | 3       | 0       | 0       | 7       | 1       | 2            | 1            | 0            | 1            | 2            | 2            | 5      | 4      | 0      | 1      | 9      | 3      | +6  |
| Conference League | -     | 8       | 4       | 2       | 2       | 12      | 10      | 8            | 3            | 2            | 3            | 9            | 8            | 16     | 7      | 4      | 5      | 21     | 18     | +3  |
| Totale            | 98    | 30      | 23      | 5       | 2       | 64      | 18      | 28           | 19           | 4            | 5            | 51           | 16           | 58     | 42     | 9      | 7      | 115    | 34     | +81 |

### Andamento in campionato
Dati aggiornati al 10 aprile 2022.
| Giornata  | 1 | 2 | 3 | 4 | 5 | 6 | 7 | 8 | 9 | 10 | 11 | 12 | 13 | 14 | 15 | 16 | 17 | 18 | 19 | 20 | 21 | 22 | 23 | 24 | 25 | 26 | 27 | 28 | 29 | 30 |
| --------- | - | - | - | - | - | - | - | - | - | -- | -- | -- | -- | -- | -- | -- | -- | -- | -- | -- | -- | -- | -- | -- | -- | -- | -- | -- | -- | -- |
| Luogo     | T | T | C | T | C | T | C | T | C | T  | C  | T  | C  | T  | C  | C  | C  | T  | C  | T  | C  | T  | C  | T  | C  | T  | C  | T  | C  | T  |
| Risultato | V | V | V | V | V | V | V | V | N | V  | V  | V  | V  | V  | V  | N  | V  | V  | V  | V  | V  | V  | V  | P  | V  | V  | N  | V  | V  | N  |
| Posizione | 1 | 1 | 1 | 1 | 2 | 1 | 1 | 1 | 1 | 1  | 1  | 1  | 1  | 1  | 1  | 1  | 1  | 1  | 1  | 1  | 1  | 1  | 1  | 1  | 1  | 1  | 1  | 1  | 1  | 2  |

Legenda:

Luogo: C = Casa; T = Trasferta. Risultato: V = Vittoria; N = Pareggio; P = Sconfitta.

### Andamento in campionato (Poule scudetto)
Dati aggiornati al 22 maggio 2022.
| Giornata  | 1 | 2 | 3 | 4 | 5 | 6 | 7 |
| --------- | - | - | - | - | - | - | - |
| Luogo     | T | C | C | T | C | T | C |
| Risultato | N | V | V | V | V | V | V |
| Posizione | 2 | 2 | 2 | 2 | 2 | 2 | 2 |

Legenda:

Luogo: C = Casa; T = Trasferta. Risultato: V = Vittoria; N = Pareggio; P = Sconfitta.

### Statistiche giocatori
Dati aggiornati al 26 maggio 2022.
| Giocatore      | Superliga | Superliga | Superliga   | Superliga  | Kup Srbije | Kup Srbije | Kup Srbije  | Kup Srbije | Conference League | Conference League | Conference League | Conference League | Totale   | Totale | Totale      | Totale     |
| Giocatore      | Presenze  | Reti      | Ammonizioni | Espulsioni | Presenze   | Reti       | Ammonizioni | Espulsioni | Presenze          | Reti              | Ammonizioni       | Espulsioni        | Presenze | Reti   | Ammonizioni | Espulsioni |
| -------------- | --------- | --------- | ----------- | ---------- | ---------- | ---------- | ----------- | ---------- | ----------------- | ----------------- | ----------------- | ----------------- | -------- | ------ | ----------- | ---------- |
| Đ. Mihajlović  | 0         | 0         | 0           | 0          | 0          | 0          | 0           | 0          | 0                 | 0                 | 0                 | 0                 | 0        | 0      | 0           | 0          |
| M. Lukač       | 0         | 0         | 0           | 0          | 0          | 0          | 0           | 0          | 0                 | 0                 | 0                 | 0                 | 0        | 0      | 0           | 0          |
| A. Popović     | 17        | 0         | 0           | 0          | 0          | 0          | 0           | 0          | 14                | 0                 | 2                 | 0                 | 31       | 0      | 2           | 0          |
| N. Stevanović  | 20        | 0         | 1           | 0          | 5          | 0          | 0           | 0          | 2                 | 0                 | 0                 | 0                 | 27       | 0      | 1           | 0          |
| S. Saničanin   | 27        | 0         | 2           | 0          | 1          | 0          | 0           | 0          | 14                | 1                 | 3                 | 0                 | 42       | 1      | 5           | 0          |
| I. Vujačić     | 31        | 3         | 3           | 0          | 2          | 0          | 0           | 0          | 14                | 1                 | 5                 | 0                 | 47       | 4      | 8           | 0          |
| M. Živković    | 23        | 1         | 3           | 0          | 3          | 1          | 0           | 0          | 7                 | 0                 | 0                 | 0                 | 33       | 2      | 3           | 0          |
| B. Ostojić     | 5         | 0         | 0           | 0          | 2          | 0          | 0           | 0          | 0                 | 0                 | 1                 | 0                 | 7        | 0      | 1           | 0          |
| A. Miljković   | 18        | 1         | 1           | 0          | 5          | 0          | 1           | 0          | 9                 | 0                 | 1                 | 0                 | 32       | 1      | 3           | 0          |
| M. Ilić        | 1         | 0         | 0           | 0          | 0          | 0          | 0           | 0          | 0                 | 0                 | 0                 | 0                 | 1        | 0      | 0           | 0          |
| R. Brežančić   | 0         | 0         | 0           | 0          | 0          | 0          | 0           | 0          | 0                 | 0                 | 0                 | 0                 | 0        | 0      | 0           | 0          |
| I. Obradović   | 8         | 1         | 0           | 0          | 1          | 0          | 0           | 0          | 6                 | 0                 | 1                 | 0                 | 15       | 1      | 1           | 0          |
| S. Urošević    | 30        | 5         | 8           | 1          | 4          | 1          | 0           | 0          | 13                | 1                 | 4                 | 0                 | 47       | 7      | 12          | 1          |
| N. Miletić     | 20        | 0         | 0           | 0          | 5          | 0          | 0           | 0          | 7                 | 0                 | 1                 | 0                 | 32       | 0      | 1           | 0          |
| B. Natkho      | 30        | 10        | 3           | 0          | 3          | 0          | 0           | 0          | 13                | 1                 | 1                 | 0                 | 46       | 11     | 4           | 0          |
| L. Pavlović    | 12        | 0         | 0           | 0          | 2          | 0          | 0           | 0          | 2                 | 0                 | 0                 | 0                 | 16       | 0      | 0           | 0          |
| L. Fejsa       | 2         | 0         | 1           | 0          | 0          | 0          | 0           | 0          | 0                 | 0                 | 0                 | 0                 | 2        | 0      | 1           | 0          |
| S. Zdjelar     | 32        | 0         | 8           | 1          | 4          | 0          | 0           | 0          | 14                | 0                 | 1                 | 0                 | 50       | 0      | 9           | 1          |
| M. Jevtović    | 13        | 1         | 2           | 0          | 3          | 0          | 0           | 0          | 4                 | 0                 | 2                 | 0                 | 20       | 1      | 4           | 0          |
| M. Jojić       | 33        | 6         | 4           | 0          | 4          | 0          | 1           | 0          | 16                | 1                 | 3                 | 0                 | 53       | 7      | 8           | 0          |
| D. Pantić      | 16        | 3         | 2           | 0          | 2          | 0          | 0           | 0          | 8                 | 1                 | 2                 | 0                 | 26       | 4      | 4           | 0          |
| M. Smiljanić   | 10        | 0         | 2           | 0          | 2          | 0          | 1           | 0          | 3                 | 0                 | 1                 | 0                 | 15       | 0      | 4           | 0          |
| F. Holender    | 22        | 3         | 1           | 0          | 3          | 0          | 0           | 0          | 12                | 0                 | 2                 | 0                 | 37       | 3      | 3           | 0          |
| Q. Menig       | 30        | 6         | 3           | 0          | 4          | 3          | 0           | 0          | 10                | 2                 | 1                 | 0                 | 44       | 11     | 4           | 0          |
| R. Gomes       | 35        | 29        | 4           | 0          | 5          | 2          | 1           | 0          | 11                | 7                 | 2                 | 1                 | 51       | 38     | 7           | 1          |
| S. Baždar      | 5         | 0         | 0           | 0          | 1          | 0          | 0           | 0          | 2                 | 0                 | 0                 | 0                 | 8        | 0      | 0           | 0          |
| M. Milovanović | 18        | 1         | 0           | 0          | 3          | 1          | 0           | 0          | 6                 | 1                 | 0                 | 0                 | 27       | 3      | 0           | 0          |
| N. Terzić      | 27        | 6         | 1           | 0          | 1          | 0          | 0           | 0          | 7                 | 0                 | 1                 | 0                 | 35       | 6      | 2           | 0          |
| L. Marković    | 21        | 0         | 3           | 0          | 4          | 1          | 1           | 0          | 14                | 3                 | 4                 | 0                 | 39       | 4      | 8           | 0          |
| V. Vlahović    | 0         | 0         | 0           | 0          | 0          | 0          | 0           | 0          | 0                 | 0                 | 0                 | 0                 | 0        | 0      | 0           | 0          |
| N. Jović       | 32        | 3         | 5           | 0          | 4          | 0          | 0           | 0          | 11                | 1                 | 2                 | 0                 | 47       | 4      | 7           | 0          |
| N. Lakčević    | 0         | 0         | 0           | 0          | 0          | 0          | 0           | 0          | 0                 | 0                 | 0                 | 0                 | 0        | 0      | 0           | 0          |
| M. Petković    | 0         | 0         | 0           | 0          | 0          | 0          | 0           | 0          | 0                 | 0                 | 0                 | 0                 | 0        | 0      | 0           | 0          |
| A. Lutovac     | 25        | 1         | 2           | 0          | 5          | 0          | 1           | 0          | 9                 | 0                 | 1                 | 0                 | 39       | 1      | 4           | 0          |
| M. Đorđević    | 0         | 0         | 0           | 0          | 0          | 0          | 0           | 0          | 0                 | 0                 | 0                 | 0                 | 0        | 0      | 0           | 0          |
| A. Šćekić      | 15        | 2         | 3           | 0          | 1          | 0          | 1           | 0          | 10                | 1                 | 2                 | 0                 | 26       | 3      | 6           | 0          |
| S. Soumah      | 2         | 1         | 0           | 0          | 0          | 0          | 0           | 0          | 3                 | 0                 | 1                 | 0                 | 5        | 1      | 1           | 0          |
| N. Štulić      | 1         | 0         | 0           | 0          | 0          | 0          | 0           | 0          | 0                 | 0                 | 0                 | 0                 | 1        | 0      | 0           | 0          |
| V. Stojković   | 1         | 0         | 0           | 0          | 0          | 0          | 0           | 0          | 1                 | 0                 | 0                 | 0                 | 2        | 0      | 0           | 0          |